# Europäisches Verfahren für geringfügige Forderungen
Das Europäische Verfahren für geringfügige Forderungen (auch: Europäisches Bagatellverfahren, Small Claims Verfahren oder Small Claims Procedure, abgekürzt: EuBagVVO oder EUGFVO) bei grenzüberschreitenden Sachverhalten wurde durch die Verordnung (EG) Nr. 861/2007 der Europäischen Union innerhalb der EU (mit Ausnahme von Dänemark) zum 1. Januar 2009 eingeführt.

## Implementierung in das nationale Recht
Die Implementierung der Verordnung (EG) Nr. 861/2007 zum Europäischen Verfahren für geringfügige Forderungen erfolgte durch die Gesetzgeber der jeweiligen Unionsmitgliedstaaten. In Deutschland z. B. wurden maßgebliche Teile der Verordnung 861/2007 in den §§ 1097 ff. bis 1109 ZPO umgesetzt.
Da durch die Verordnung der Spielraum zur Umsetzung in das nationale Recht sehr eingeschränkt ist, schafft die Verordnung 861/2007 ein einheitliches europäisches Zivilverfahren, das vor den Gerichten der Mitgliedsstaaten der Europäischen Union
- bei grenzüberschreitenden Sachverhalten;
- bis zu einem Streitwert von Euro 2.000,-;[3] erhöht mit der Verordnung (EU) 2015/2421 vom 16. Dezember 2015 auf Euro 5000,-[4]
- einheitlich Anwendung zu finden hat;
- sofern die klagende Partei dies will.

Die klagende Partei kann auch das „normale“ Zivilverfahren des betreffenden Unionsmitgliedstaates nutzen.
In bestimmten Bereichen (z. B. der Rechtsmittel) lässt die Verordnung 861/2007 bewusst Raum für die Anwendung des jeweiligen nationalen Rechts der Unionsmitgliedstaaten.

## Verfahren

### Anwendungsbereich der Verordnung (EG) Nr. 861/2007
Das Europäische Verfahren für geringfügige Forderungen ist in allen Unionsmitgliedstaaten anzuwenden. Es ist jedoch ausdrücklich nicht durch Dänemark anzuwenden, solange sich Dänemark hierzu nicht bereit erklärt.

### Gerichtszuständigkeit
Welches Gericht im Rahmen des Europäischen Verfahrens für geringfügige Forderungen zuständig ist, legt der jeweilige nationale Gesetzgeber fest.

#### Deutschland
In Deutschland ist in der Regel das zuständige Gericht das Amtsgericht. Die Zuständigkeit des Gerichtes kann sich z. B. ergeben aus
- dem Wohnsitz des Beklagten,
- dem Wohnsitz des Verbrauchers,
- dem Wohnsitz des Versicherungsunternehmens oder des Versicherten oder des Begünstigten,
- dem Erfüllungsort oder dem Leistungsort der vertraglichen Verpflichtung,
- dem Ort des schädigenden Ereignisses bei einer unerlaubten Handlung (Delikt),
- dem Ort, an dem die unbewegliche Sache (z. B. Immobilie) gelegen ist,
- einer Gerichtsstandsvereinbarung der Parteien.

#### Österreich
In Österreich ist jenes Gericht zuständig, das für die der Klage zugrunde liegende Streitigkeit sachlich und örtlich zuständig ist (d. h. in den überwiegenden Anwendungsfällen das örtliche Bezirksgericht am Wohnsitz der beklagten Partei). Die Gerichte haben hierbei eine Anleitungspflicht.

#### Andere Unionsmitgliedstaaten
Das jeweils zuständige Gericht in den Unionsmitgliedstaaten kann über den Europäischen Gerichtsatlas für Zivilsachen in allen Amtssprachen der Europäischen Union gefunden werden.

### Ausgeschlossene Verfahren
Grundsätzlich sind im Rahmen des Europäischen Verfahrens für geringfügige Forderungen alle Zivil- und Handelssachen umfasst, welche nicht ausdrücklich ausgenommen sind. Bestimmte Verfahren können daher ausdrücklich nicht mit dem Europäischen Verfahren für geringfügige Forderungen betrieben werden (Beispiele):
- Verfahren mit einem Streitwert über EURO 5.000,-;[8][9]
- Streitigkeiten des ehelichen Güterrechts während oder nach der Ehe;
- Personenstandssachen
- Erbrecht einschließlich des Testamentsrecht;
- Unterhaltsrecht;
- bestimmte Streitigkeiten aus Miet- und Pachtverhältnissen (mit Ausnahme von Zahlungsklagen/Klagen wegen Geldforderungen);
- Insolvenzverfahren;
- Arbeitsrechtssachen;
- Streitigkeiten aus der Gewährung der sozialen Sicherheit;
- gerichtliche Vergleiche, Vergleiche und ähnliche Verfahren;
- Schiedsgerichtsbarkeit;
- Verletzung von Persönlichkeitsrechten;
- Verletzung der Privatsphäre;
- Steuerrechtssachen;
- Zollsachen;
- verwaltungsrechtliche Angelegenheiten;
- Haftung des Unionsmitgliedstaates im Rahmen der Hoheitsverwaltung

### Verfahrenseinleitung
Das Europäische Verfahren für geringfügige Forderungen ist stark vereinfacht und wird durch den Kläger mit einem standardisierten, europaweit einheitlichen, Formular (Formblatt A) eingeleitet. Die Vertretung durch einen Rechtsanwalt ist nicht erforderlich.

### Klagsinhalt
Im einheitlichen Formular muss der Kläger in der Amtssprache des jeweiligen Unionsmitgliedstaates:
- den Sachverhalt darstellen
- eine Beschreibung der Beweise vornehmen.[11]

### Verfahrensablauf
Das Europäische Verfahren für geringfügige Forderungen wird in der Regel schriftlich durchgeführt. Eine mündliche Verhandlung hält das zuständige Gericht nur ab, wenn es diese für erforderlich hält oder eine der Parteien einen entsprechenden Antrag stellt.
Der Verfahrensablauf ist in mehrere Abschnitte gegliedert, zu welchem jeweils eigene Formulare bestehen:
- Klageerhebung (Formblatt A)
- Korrektur und/oder Berichtigung der Klage (Formblatt B)
- Zustellung an den Beklagten (Formblatt C)
- Frist von dreißig Tagen für den Beklagten für eine Antwort, mit dem Datum der Zustellung des Formblatts C.
- Übermittlung der Antwort des Beklagten an den Kläger innerhalb von 14 Tagen nach Eingang der Antwort des Beklagten bei Gericht;
- Möglichkeit der Widerklage (durch den Beklagten mittels Formblatt A);
- Urteil innerhalb von 30 Tagen, nachdem die Antworten des Beklagten oder des Klägers (im Falle einer Widerklage) eingegangen sind und keine weiteren Angaben erforderlich sind oder eine Beweisaufnahme mit mündlicher Verhandlung;
- Auf Antrag einer Partei Bescheinigung über den Erlass des Urteils (Formblatt D);
- Vollstreckung des Urteils gemäß den verfahrensrechtlichen Bestimmungen des Staates, in dem vollstreckt wird (in Österreich Exekution genannt). Das Verlangen oder die Forderung einer Sicherheitsleistung (aktorische Kaution) oder Hinterlegung ist unzulässig.

Ist die beklagte Partei säumig, kann ein Urteil nach Lage der Akten ergehen. Unter bestimmten Voraussetzungen kann die Vollstreckung des Urteils durch das Gericht im Vollstreckungsmitgliedstaat auf Antrag des Beklagten abgelehnt werden.

### Verfahrenskosten
Die Kosten des Europäischen Verfahrens für geringfügige Forderungen trägt grundsätzlich die unterlegene Partei (Prinzip der Unterliegenshaftung). Das Gericht spricht der obsiegenden Partei jedoch keine Erstattung für Kosten zu, soweit sie nicht notwendig waren oder in keinem Verhältnis zu der Klage stehen.

### Rechtsmittel
Jedes Urteil und die Entscheidung über die Verfahrenskosten, welche im Rahmen des Europäischen Verfahrens für geringfügige Forderungen ergangen sind, können einzeln oder getrennt mit einem Rechtsmittel angefochten werden. Die hierzu erforderlichen Voraussetzungen und Fristen richten sich teilweise nach dem nationalen Recht, ebenso, ob das Rechtsmittel von einem Rechtsanwalt einzubringen ist oder nicht (in Österreich besteht hierzu z. B. Anwaltspflicht).

### Vollstreckung
Das Urteil und die Kostenentscheidung, die im Rahmen des Europäischen Verfahrens für geringfügige Forderungen ergangen sind, sind bereits vor der Rechtskraft vollstreckbar (!). Auf Antrag der unterlegenen Partei kann die Vollstreckung des Urteils
- auf Sicherungsmaßnahmen beschränkt werden,
- von einer Sicherheitsleistung abhängig gemacht oder
- unter außergewöhnlichen Umständen auch ausgesetzt werden.

## Vorteile des Bagatellverfahrens
Die wesentlichen Vorteile des Verfahrens für geringfügige Forderungen bei grenzüberschreitenden Streitigkeiten ist, dass das Verfahren europaweit standardisiert ist, dadurch in der Regel einfacher, schneller und kostengünstiger erfolgen kann.

## Zukünftige Entwicklung
Die Europäische Kommission hatte einen weitreichenden Vorschlag zur Änderung der Verordnung 861/2007 zum Verfahren für geringfügige Forderungen eingebracht, welcher jedoch kritisch bewertet wurde (z. B. von Deutschen Anwaltsverein). Insbesondere die Anhebung der Schwellenwerte von EURO 2.000,- auf 5.000,- für natürliche Personen und 10.000,- für juristische Personen wurde als unverhältnismäßig gesehen. Am 3. Dezember 2015 wurde nach Trilog-Verhandlungen zur Änderung der Verordnungen 861/2007 EG und 1896/2006 EG ein Kompromiss vom Rat der Justizminister angenommen. Die Streitwertobergrenze soll nun von 2.000 EUR auf 5.000 EUR erhöht werden. Die Verordnung wird in weiterer Folge im Amtsblatt veröffentlicht und tritt gemäß Artikel 3 der Verordnung 20 Tage nach ihrer Veröffentlichung in Kraft und soll überwiegend (eine Ausnahme) 18 Monate nach der Veröffentlichung offiziell in Geltung stehen.

## Andere europäische Verfahren und Rechtsakte
Das Europäische Verfahren für geringfügige Forderungen ergänzt das Europäische Mahnverfahren. Das Europäische Mahnverfahren ermöglicht Gläubigern die Beitreibung (Exekution) unbestrittener Forderungen in Zivil- und Handelssachen nach einem einheitlichen Verfahren. Wie auch beim Europäischen Verfahren für geringfügige Forderungen sind zwingend die hierfür vorgesehenen Formblätter zu verwenden.
Im Unterschied zum Europäischen Verfahren für geringfügige Forderungen ist beim Mahnverfahren niemals die Anwesenheit einer der Parteien bei Gericht erforderlich; der Antragsteller muss nur seinen Antrag einreichen, und das Verfahren läuft ohne weiteres Zutun des Antragstellers ab. Im Europäischen Mahnverfahren können Forderungen beliebiger Höhe geltend gemacht werden, jedoch anders als im Europäischen Verfahren für geringfügige Forderungen nur unbestrittene Forderungen.
Weiters gibt es noch im Rahmen der Anerkennung und Vollstreckung von Entscheidungen die Verordnung (EG) Nr. 44/2001 und die Verordnung (EG) Nr. 805/2004 sowie davon unabhängig die Beweisaufnahmeverordnung (Verordnung (EG) Nr. 1206/2001).